# Renault Laguna Concept
La Renault Laguna Concept o Laguna CC è una concept car prodotta dalla casa automobilistica francese Renault e presentata al salone dell'automobile di Parigi nel 1990.

## Contesto
È stata disegnata da Jean-Pierre Ploué, a cui è stato affidato il progetto con totale libertà creativa. Ploué ha colto l'opportunità per realizzare "l'auto dei suoi sogni", ispirandosi a iconiche roadster degli anni '50 e '60 come la Porsche 550 Spyder e l'Austin-Healey, oltre a trarre ispirazione dal patrimonio interno di Renault, in particolare dall'Alpine A110. 
Da questa concept car nascerà la Renault Spider commercializzata dal 1996 al 1999. Il nome "Laguna" verrà invece attribuito ad una berlina di serie, la Renault Laguna, lanciata nel gennaio 1994.

## Stile
Concepita come una piccola barchetta, con un'architettura moderna, senza sovrastrutture e senza parabrezza, la Renault Laguna CC è caratterizzata da un design elegante, che combina linee classiche e moderne, e da una serie di innovazioni tecnologiche, in particolare nell'ambito della sicurezza.
Le portiere presentano un'apertura a semi-farfalla, un sistema innovativo che permette alle porte di aprirsi e chiudersi automaticamente. Questo movimento è controllato da cilindri pneumatici che si attivano premendo la serratura elettrica. In caso di malfunzionamento, un dispositivo di sblocco manuale è accessibile dall'esterno. 
L'abitacolo è progettato per garantire un'esperienza di guida piacevole, con materiali di alta qualità e una disposizione ergonomica dei comandi. Una caratteristica innovativa della Renault Laguna CC è il "Cruising Stereo", un sistema audio-visivo avanzato. Questo sistema include una visiera indossabile sia dal conducente che dal passeggero, progettata per proteggere gli occhi e le orecchie ad alta velocità. La visiera permette agli occupanti di comunicare tra loro e di godere delle prestazioni delle apparecchiature audio Philips. 

## Caratteristiche tecniche
La Renault Laguna CC è equipaggiata con numerosi sistemi di sicurezza all'avanguardia. Uno degli elementi distintivi è il telaio tubolare posizionato nella parte anteriore del veicolo, progettato per assorbire gli urti in caso di collisione e minimizzare le conseguenze degli impatti frontali. Nella parte posteriore, un altro telaio tubolare supporta il motore e altri componenti meccanici. Tra i due telai tubolari si trova una cella composita a nido d'ape. È dotata di un tetto retrattile trasparente.  
Il motore turbocompresso da 2.0 litri di cilindrata eroga 210 CV a 5250 giri/min ed ha una coppia di 304 Nm a 3000 giri/min. La velocità massima supera i 250 km/h e le occorrono solamente sei secondi per raggiungere i 100 km/h con partenza da fermo.
Uno degli elementi più distintivi della Renault Laguna CC è il roll-bar di sicurezza retrattile controllato da un sistema di sensori. Questo dispositivo è progettato per attivarsi in situazioni di emergenza, dispiegandosi in soli 0,2 secondi per proteggere gli occupanti in caso di ribaltamento del veicolo.

## Riconoscimenti
La Renault Laguna Concept ha ottenuto il diploma della passione per le auto, assegnato dal centro internazionale dell'automobile, co-firmato dal pilota Jean-Pierre Beltoise.